# Kutsuki Masatsuna
Kutsuki Masatsuna est un nom japonais traditionnel ; le nom de famille (ou le nom d'école), Kutsuki, précède donc le prénom (ou le nom d'artiste).
Kutsuki Masatsuna (朽木 昌綱, 5 mars 1750-18 mai 1802), aussi connu sous le nom Kutsuki Oki-no kami Minamoto-no Masatsuna, est un daimyo des provinces d'Oki et Ōmi avec des possessions dans la province de Tamba et à Fukuchiyama. Son clan fait partie des vassaux héréditaires de la famille Tokugawa (des fudai) à l'époque d'Edo.

## Biographie
Masatsuna est un polymathe et un étudiant passionné de toutes les informations disponibles à ce moment relativement à l'Occident. Comme la plupart des documents imprimés sont uniquement disponibles en néerlandais, de telles études sont communément appelées « études hollandaises » (rangaku).
Le japonologue néerlandais Isaac Titsingh considère Masatsuna comme son ami le plus proche tandis qu'il se trouve au Japon, et leur correspondance se poursuit après le dernier départ de Titsingh de Dejima. La plus ancienne lettre encore existante de Masatsuna à Titsingh date de 1789, et elle mentionne des amis communs tels que Shimazu Shigehide (beau-père du onzième shogun, Tokugawa Ienari), et Kuze Hirotami (Nagasaki bugyō c'est-à-dire gouverneur du port de Nagasaki).
Masatsuna et Titsingh partagent un intérêt pour la numismatique. Après que Titinsgh a été réaffecté à son retour du Japon en 1784, il envoie des colis de pièces de monnaie de l'Inde, des cuivres des Pays-Bas, ainsi que des pièces de monnaie de l'Inde, la Russie, la Turquie et l'Afrique. Titsingh à son tour reçoit des pièces japonaises et chinoises comme cadeaux.
Masatsuna est l'auteur de plusieurs traités sur la numismatique. Il est le premier au Japon à faire circuler un livre sur les pièces non-japonaises avec des impressions prises à partir de pièces réelles obtenues de commerçants occidentaux.

## Chronologie
- 1781 (ère Tenmei 1) : publication du manuel de numismatique, Shinzen zenpu (« Manuel nouvellement sélectionné de numismatique »)[5].
- 1782 (Tenmei 2) : présentation à l'empereur de l'analyse numismate pour spécialistes des monnaies de cuivre en Chine et au Japon, Shinzen zenpu[1].
- 1785 (Tenmei 5) : publication du manuel de numismatique, Kaisei kōhō zukan (« Miroir illustré corrigé de pièces de monnaie »)[6].
- 1785 (Tenmei 5) : Masatsuna hérite de la position et des titres de son père[3].
- 1787 (Tenmei 7) : achèvement du manuel de numismatique, Seiyō senpu (« Notes sur les pièces de monnaie occidentales »), avec des plaques présentant les monnaies européennes et coloniales[7],[8].
- 1789 (ère Kansei 1) : publication du manuel de géographie rangaku, Taisei yochi zusetsu (« Explication illustrée de la géographie occidentale »)[7].
- 1800 (Kansei 11) : Masatsuna prend sa retraite et remet sa position et ses titres à son fils, Mototsuna[9].
- 1801 (Kansei 12) : Mototsuna précède son père dans la tombe et Tsunataga, petit-fils de Masatsuna, devient daimyo[10].
- 1802 (Kansei 13) : mort de Masatsuna [10].
- 1807 (ère Bunka 4) : Isaac Titsingh envoie sa dernière lettre d'Europe à Masatsuna, ne sachant pas que son vieil ami est mort quelques années plus tôt[3]. Titsingh dédicace sa traduction du Nihon ōdai ichiran à Masatsuna[11].

## Ouvrages (sélection)
Les ouvrages publiés de Kutsuki comprennent 8 titres en 12 publications en une langue et 25 dépôts en bibliothèque.
- 1781 : Newly selected manual of numismatics (Shinzen zenpu?)[5].
- 1785 :  Corrected Illustrated mirror of coinage (改正孔方圖鑑, Kaisei kōhō zukan?)[6]. Il est à noter qu'il n'en existe plus qu'un exemplaire[13].
- 1787 : Notes on Western Coinage (西洋銭譜, Seiyō zenpu?, OCLC  249942145), également romanisé en Seiyō senpu[7].
- 1789 : Illustrated Explanation of Western Geography (泰西輿地図說, Taisei yochi zusetsu?, OCLC 440015493)[7].
- 1790 : Former and Present Coin Appraisal (古今泉貨鑑, Kokon senka kagami?, OCLC 050737460).

## Source de la traduction
- (en) Cet article est partiellement ou en totalité issu de l’article de Wikipédia en anglais intitulé « Kutsuki Masatsuna » (voir la liste des auteurs).